# أهوياتيتو

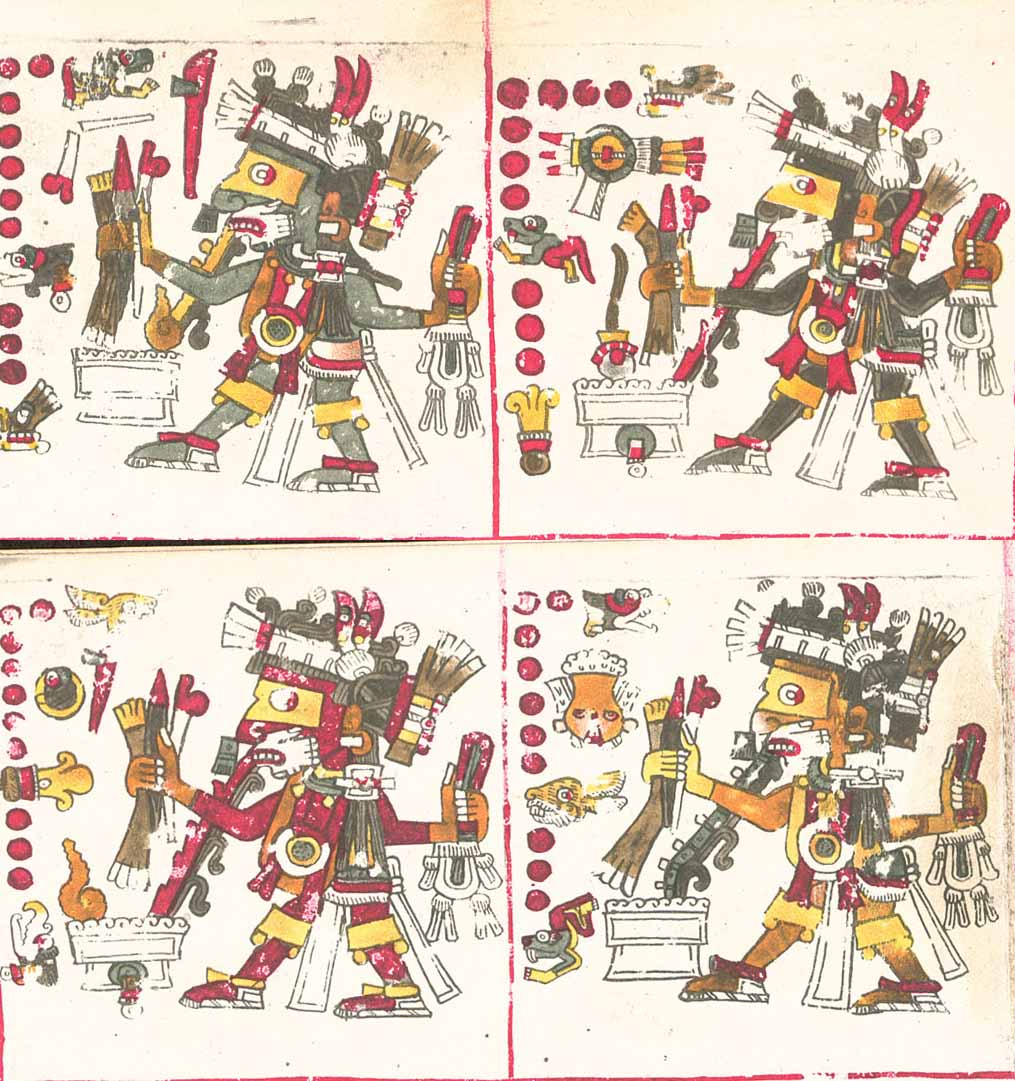
أهوياتيتو

أهوياتيتو (بالإنجليزية: Ahuiateteo)‏ ومعنى الاسم هو «آلهة الملذات الحسية». هم خمسة آلهة في أساطير الأزتيك مختلفة تتكون من مجموعة من الآلهة تسمى أهوياتيتو، والتي كانت مرتبطة بالجنوب. لقد مثلوا مخاطر وتداعيات الملذات التي تدعو للإسراف المرتبطة بالشرب، والمقامرة، والجنس. تم تضمين الرقم خمسة في اسم كل إله منهم؛ لأن الرقم خمسة يرمز للكثرة والفيض والإفراط.
كان يتم استدعاء هذه الآلهة الخمسة أيضًا من قبل العرافين والصوفيين. كانوا مرتبطين بـ زيتيزماميه Tzitzimimeh، وهي مجموعة من الكائنات المخيفة التي جسدت الموت والجفاف والحرب.

## الآلهة الخمسة
أسماء الآلهة الخمسة:
- ميكويلكوزكا كواوهتلي (Macuilcozcacuauhtli): النسور الخمسة؛ هو إله النهم والشره.
- ميكويلكويتزبالين (Macuilcuetzpalin): السحالي الخمسة.
- ميكويلمالاناللا (Macuilmalinalli): الأعشاب الخمسة.
- مكليتوكهتلي (Macuiltochtli): الأرانب الخمسة؛ هو إله الخمر والسكر والإسراف والتساهل مع العواقب.
- ماكويلزوتشيتل (Macuilxochitl): الأزهار الخمسة؛ هو إله القمار والموسيقى، وهو أحد تجسدات زوشيبيللي.